# Promozione Marche 1978-1979
Nella stagione 1978-1979 la Promozione era sesto livello del calcio italiano (il massimo livello regionale). Qui vi sono le statistiche relative al campionato in Marche.
Il campionato è strutturato in vari gironi all'italiana su base regionale, gestiti dai Comitati Regionali di competenza. Promozioni alla categoria superiore e retrocessioni in quella inferiore non erano sempre omogenee; erano quantificate all'inizio del campionato dal Comitato Regionale secondo le direttive stabilite dalla Lega Nazionale Dilettanti, ma flessibili, in relazione al numero delle società retrocesse dal Campionato Interregionale e perciò, a seconda delle varie situazioni regionali, la fine del campionato poteva avere degli spareggi sia di promozione che di retrocessione.

## Classifica finale
|  | Pos. | Squadra                                                 | Pt | G  | V  | N  | P  | GF | GS | DR  |
|  | ---- | ------------------------------------------------------- | -- | -- | -- | -- | -- | -- | -- | --- |
|  | 1.   | A.S. Jesi, Jesi                                         | 51 | 34 | 22 | 7  | 5  | 48 | 19 | +29 |
|  | 2.   | U.S. Montemarciano, Montemarciano                       | 48 | 34 | 20 | 8  | 6  | 46 | 22 | +24 |
|  | 3.   | Vadese Calcio, S.Angelo in Vado                         | 45 | 34 | 15 | 15 | 4  | 47 | 24 | +23 |
|  | 4.   | S.S. Settempeda, S.Severino Marche                      | 43 | 34 | 14 | 15 | 5  | 50 | 31 | +19 |
|  | 5.   | U.S. Sangiorgese, Porto S.Giorgio                       | 42 | 34 | 16 | 10 | 8  | 47 | 32 | +15 |
|  | 6.   | A.C. Sangiustese, Monte San Giusto                      | 41 | 34 | 14 | 13 | 7  | 34 | 16 | +18 |
|  | 7.   | G.S. Castelfidardo, Castelfidardo                       | 40 | 34 | 14 | 12 | 8  | 39 | 32 | +7  |
|  | 8.   | U.S. Tolentino, Tolentino                               | 38 | 34 | 13 | 12 | 9  | 37 | 24 | +13 |
|  | 9.   | Fabriano Calcio Spa, Fabriano                           | 33 | 34 | 10 | 13 | 11 | 42 | 36 | +6  |
|  | 10.  | A.S. Camerano, Camerano                                 | 33 | 34 | 10 | 13 | 11 | 31 | 37 | -6  |
|  | 11.  | U.S. Vigor Senigallia, Senigallia                       | 29 | 34 | 10 | 9  | 15 | 37 | 44 | -7  |
|  | 12.  | S.S. Durantina, Urbania                                 | 29 | 34 | 10 | 9  | 15 | 41 | 62 | -21 |
|  | 13.  | S.S. Robur, Grottammare                                 | 25 | 34 | 9  | 7  | 18 | 26 | 49 | -23 |
|  | 14.  | A.S. Biagio Nazzaro, Chiaravalle                        | 24 | 34 | 7  | 10 | 17 | 25 | 40 | -15 |
|  | 15.  | S.S. Real Montecchio, Montecchio di S.Angelo in Lizzola | 24 | 34 | 5  | 14 | 15 | 25 | 43 | -18 |
|  | 16.  | U.S. Pergolese, Pergola                                 | 23 | 34 | 8  | 7  | 19 | 28 | 45 | -17 |
|  | 17.  | Pol. Grottese, Grottazzolina                            | 22 | 34 | 6  | 10 | 18 | 30 | 50 | -20 |
|  | 18.  | Pol. Gradara, Gradara                                   | 22 | 34 | 7  | 8  | 19 | 29 | 56 | -27 |

Verdetti
- Jesi promosso in Serie D.

Nessuna retrocessione per ristrutturazione dei campionati.